# John Pendlebury
John Devitt Stringfellow Pendlebury (Londra, 12 ottobre 1904 – Candia, 22 maggio 1941) è stato un archeologo britannico.

## Biografia
Studiò all'Università di Cambridge e poi alla British School di Atene nel 1927. Nel 1928, partecipò alla spedizione archeologica in Macedonia ed eseguì degli scavi a Creta. Durante la missione di esplorazione in Egitto per conto dell'Egypt Exploration Society a Ermonti e Tell el-Amarna (1929), divenne direttore del cantiere a Tell el-Amarna, nel 1930, dove diresse gli scavi fino al 1936, conciliando il suo incarico di conservatore dell'area archeologica di Cnosso con le sue ricerche a Creta. Portò alla luce il centro della città e ricostruì il progetto del tempio di Aton e del palazzo principale. Giunse a mettere in evidenza le relazioni tra l’antico Egitto ed i paesi del mar Egeo comparando gli oggetti egiziani trovati in Grecia.
Dal 1936 al 1939, fece degli scavi ad Oropedio Lasithiou  e quindi riprese le ricerche iniziate da Arthur Evans a Cnosso. Percorrendo a piedi tutta l'isola di Creta, realizzò una precisa mappa dell'isola e scrisse Introduction to the Archaeology of Crete, considerata oggi come una fonte di riferimento.
Ufficiale della riserva, all'inizio della seconda guerra mondiale, e promosso capitano nel 1940, venne nominato vice console britannico a Candia e ufficiale di collegamento presso le truppe greche. Gravemente ferito nel corso della battaglia di Creta ad opera dell'esercito tedesco, fu fatto prigioniero e venne fucilato al rifiuto di consegnare ai tedeschi la zona britannica dell'isola. Lo studioso Inglese di Storia Greca Nicholas Hammond, agente del Special Operations Executive che combatté a Creta al fianco dei Partigiani Greci, riporta una versione diversa: ferito al petto da un attacco aereo durante la ritirata, Pendlebury fu sommariamente curato da un medico militare tedesco che lo dovette affidare alle cure di alcuni contadini locali. Catturato in un secondo momento dai paracadutisti tedeschi, privo di documenti e di uniforme, non potendo provare di essere un soldato regolare il giovane archeologo fu affrettatamente fucilato come franco tiratore.

## Opere
- Aegyptiaca. A Catalogue of Egyptian objects in the Aegean area, 1930
- Archaeologica quaedam, 1932
- A handbook to the palace of Minos at Knossos with Its Dependencies, 1933
- A Guide to the Stratigraphical Museum in the Palace at Knossos, 1933
- Tell el-Amarna, 1935
- An Introduction to the Archaeology of Crete, 1939